# Parti des travailleurs de Turquie
Ne doit pas être confondu avec Parti des travailleurs du Kurdistan, Parti du travail (Turquie), Parti du travail du peuple, Parti des travailleurs (Turquie) ou Parti du travail du peuple.
Le Parti des travailleurs de Turquie (Türkiye İşçi Partisi, abrégé TİP) était un parti politique socialiste turc, actif entre 1961 et 1980.

## Histoire

### Contexte

#### Un parti communiste dans l'impasse
Jusqu’au début des années 1960, l’extrême gauche turque est marquée par l’emprise idéologique et structurelle du Parti communiste de Turquie (Türkiye Komünist Partisi [TKP], section turque de l’Internationale communiste), créé en 1920. Rejeté dans l’illégalité après la Guerre de libération nationale menée par Mustafa Kemal (1919-1922), le TKP s’est efforcé de concilier son rôle de « dirigeant de la classe ouvrière » et le soutien aux réformes kémalistes. Le Komintern, dans sa stratégie se confondant avec les intérêts de l’URSS, lui avait enjoint de préserver des relations amicales avec la nouvelle République de Turquie. En dépit des coups sérieux que lui portent les autorités turques lors d’opérations répressives ponctuelles jusqu’au début des années 1950, le mouvement communiste turc parvient à garder une influence prépondérante dans les milieux intellectuels de gauche et à compter sur un cercle de militants staliniens dévoués à la cause. Malgré l’abandon du régime de parti unique en 1945, les tentatives de légalisation de partis socialiste et communiste avortent rapidement. Le TKP reste clandestin et son bureau politique a pris ses quartiers dans l’après-guerre successivement en Bulgarie et en Allemagne de l’Est.
En 1946, plusieurs partis politiques sont autorisés, dont le Parti socialiste des travailleurs et des paysans de Turquie (TSEKP), qui attire en quelques mois plusieurs milliers d'adhérents. Il est interdit en 1946.

#### Le coup d'État de 1960 et la nouvelle constitution
En 1960, un coup d’État renverse le gouvernement d'Adnan Menderes et le président de la République Celal Bayar. Craignant que les idéaux et les fondements kémalistes du régime ne soient mis en danger, la junte militaire se présente comme garante de l’intégrité du pays. La junte charge des juristes de rédiger une nouvelle constitution qui garantit pour la première fois les libertés fondamentales et élargit les possibilités de mobilisation politique et sociale, bien que l’idéologie communiste soit toujours proscrite. Ce nouveau contexte institutionnel explique en partie le bouillonnement intellectuel des années 1960, décennie qui accouche notamment de tentatives de renouvellement du kémalisme, sous l’influence d’un climat international très empreint d’« anti-impérialisme » et de tiers-mondisme.
Cette tentative de « renouveler le kémalisme » s'incarne notamment, sur le plan du débat d'idées, par la création de la revue Yön (Direction), fondée en décembre 1961 et dirigée par un groupe d’intellectuels. Elle s'efforce d'opérer une synthèse entre socialisme et kémalisme qui remporte un vrai succès auprès de la jeunesse étudiante et même dans certaines franges de la bureaucratie étatique et chez certains militaires. La revue défend l’indépendance nationale face à l’« impérialisme occidental » – en particulier américain – et promeut une modernisation socialisante, mais non communiste, par le haut, conduite par l’association des intellectuels et des militaires de gauche.

### Fondation
Le 13 février 1961, un groupe de douze syndicalistes d'Istanbul, décide de profiter de la nouvelle constitution adoptée en début d'année et de fonder un nouveau parti. Le nouveau parti n'a au départ d'ouvrier que le nom : ses membres sont essentiellement des intellectuels, souvent formés à l'étranger. Il se calque d'abord sur le modèle du Parti travailliste britannique. Il attire dans ses rangs d’anciens cadres du TKP, de jeunes étudiants radicaux tentés par les idéaux de gauche, et des militants kurdes, comme Musa Anter, qui espèrent trouver ainsi un moyen de servir leur cause nationale. La diversité des courants regroupés autour du TİP en fera à terme un centre incontournable de formation et de débats de l’extrême gauche turque, à partir duquel se forgeront les multiples tendances des années soixante-dix. Si le TİP se profile comme un parti socialiste, sa volonté de pérenniser le nouveau régime parlementaire le rapproche d’une social-démocratie populiste, ce qui ne l’empêche pas d'obtenir le soutien tacite d’un TKP clandestin.
Le TIP, prudent, n'emploie jamais les termes « communiste » ou « marxiste » pour ne pas risquer l’interdiction. Le TIP défend l’indépendance nationale en matière économique et militaire contre l’influence « impérialiste » américaine, et une politique sociale redistributive devant conduire, par la progressive socialisation des biens de production et les nationalisations, à une révolution nationale par la voie du réformisme.
Le nouveau parti ne participe toutefois pas aux élections de 1961.
En 1962, les fondateurs du parti se donnent pour but de faire « se rencontrer la classe ouvrière et les intellectuels ». Ils lancent donc un appel aux intellectuels à les rejoindre. L'appel est, dans une certaine mesure entendu. Mehmet Ali Aybar est élu président du parti. D'autre part, le petit Parti Socialiste de Turquie fusionne avec le TIP.
Aux élections régionales de 1963, le parti se présente dans 9 départements et obtient 36 000 voix.

### 1965: entrée à l'assemblée nationale
Aux élections de 1965, le parti présente des listes dans 54 départements. Il obtient 276 000 voix, soit 2,97 % des suffrages. Il envoie ainsi 15 députés à l'assemblée nationale. C'est la première fois dans l'histoire de la Turquie qu'un parti socialiste est représenté dans l'organe législatif suprême.
L'année suivante, le parti obtient un sénateur et le groupe parlementaire passe donc à 16 membres.
Ce succès électoral est à l'origine du barrage électoral dans le système électif turc : en-dessous de 10% des suffrages recueillis, il ne sera plus possible pour un parti turc d’entrer au Parlement. Le TIP n’obtiendra plus d'élus au Parlement. En revanche, en 1968, un de ses membres devient maire de la ville de Bahadin, dans le département de Yozgat

### Mihri Belli et la ligne de laRévolution nationale démocratique
À partir du milieu des années 1960, deux tendances principales commencent à se démarquer à l'intérieur du parti. La tendance réunie autour de Mehmet Ali Aybar, alors président du parti, considère que les revendications nationales, démocratiques et socialistes sont inséparables les unes des autres et s'incarnent dans la révolution socialiste. En revanche, une autre tendance, théorisée par Mihri Belli et Doğan Avcıoğlu, qui font paraître depuis 1961 la revue Yön (la revue est interdite en 1967 mais elle reparaît dès 1969 sous le nom de Devrim), se montre sceptique envers la stratégie parlementaire. Plus radicale, elle s'appuie sur le concept de la « Révolution nationale démocratique » (Millî Demokratik Devrim). Selon cette théorie, un pays comme la Turquie nécessite une révolution en deux étapes. La première étape, la « Révolution nationale démocratique » devrait être réalisée par un coup d'État militaire, sous la direction de « jeunes officiers ». La deuxième étape serait la « révolution prolétarienne », qui amènerait au pouvoir la « classe ouvrière ». Le partisans de Belli se font appeler les « révolutionnaires prolétariens ».
Pour eux, il s'agit de réunir kémalisme et socialisme, et les articles de Yön font régulièrement le lien entre la « révolution d'Atatürk » contre l'« impérialisme occidental » et la révolution socialiste qui serait une deuxième étape du processus de libération. Cette conception marquera profondément les organisations d'extrême gauche postérieures, comme la THKO et le THKP-C.
La victoire électorale de 1965 a renforcé la tendance majoritaire au sein du parti et affaiblit les partisans de Mihri Belli. En 1966, une partie d'entre eux est même expulsée du parti.

### LaFédération des Clubs d'Idées(Fikir Kulüpleri Federasyonu ou FKF)
Très rapidement se créent dans toutes les facultés des clubs socialistes et des associations d'étudiants qui vont se regrouper le 12 novembre 1965 pour former la Fédération des Clubs d'Idées (Fikir Kulüpleri Federasyonu, ou FKF). Elle n'est pas officiellement liée au TIP, mais la popularité du parti parmi les étudiants et la prédominance des membres du parti au sein de l'association va faire en sorte que le parti considère que la FKF est de fait son organisation étudiante. La FKF est un lieu de bouillonnement permanent d'idées et de débats théoriques : les thèses de Mihri Belli en particulier y sont abondamment discutées.

#### La naissance de Dev-Genç
Mihri Belli et ses idées deviennent très populaires parmi les étudiants, et les « révolutionnaires prolétariens » deviennent majoritaires dans la direction de la FKF. La direction du parti intervient pour, lors d'un congrès en janvier 1969, les écarter des fonctions dirigeantes. Mais les « révolutionnaires prolétariens » ripostent en octobre 1969. Ils sont devenus majoritaires dans la FKF et parviennent à la transformer en une nouvelle organisation, qui va totalement s’affranchir du parti: la Fédération de la jeunesse révolutionnaire (Devrimci Gençlik), qui se rend célèbre, sous l'acronyme de Dev-Genç, par son activisme et ses actions symboliques.
Les jeunes restés fidèles au TIP fondent une Organisation de la jeunesse socialiste (Sosyalist Gençlik Örgütü, ou SGÖ).

### Pour ou contre les blocs?
Un autre point de divergence qui va amener nombre de militants à quitter le parti est la question de son indépendance vis-à-vis du bloc soviétique. Ainsi, Mehmet Ali Aybar défend l'idée d'un socialisme totalement indépendant et humaniste, tandis que Behice Boran, la cheffe de file du groupe Emek au sein du parti, défend l'idée d'un soutien inconditionnel aux pays socialistes. Lors de l'invasion soviétique de la Tchécoslovaquie en 1968, le conflit va s'aggraver. En effet, la direction du parti, sous les ordres de Aybar, publie un communiqué qui condamne l'intervention soviétique, sans consulter les autres organes du parti, déclenchant la colère et les protestations des partisans de Behice Boran, qui soutiennent sans condition l'Union soviétique.

#### Le déclin de 1969
Mais les élections de 1969, où le TIP ne peut envoyer que deux députés, contraint Aybar à démissionner de ses fonctions, même si cette défaite électorale est surtout due à l'instauration du barrage électorale de 10 %. Mais c'est surtout en raison de ses nombreuses contradictions, luttes entre tendances diverse et dissensions interne qu'à partir de 1969 le TIP commence à péricliter. En 1970, la présidence passe à Behice Boran.

### Les années 1970: le «deuxième TIP»

#### Une dure reprise en main
À la suite du coup d'État militaire du 12 mars 1971, le parti est interdit par une décision du 21 juillet 1971. Ses dirigeants sont emprisonnés. Certains d'entre eux sont même condamnés à 15 ans de prison. En 1974, la plupart d'entre eux profitent de l'amnistie générale décrétée par le gouvernement de coalition entre le CHP de Bülent Ecevit et le MSP (islamiste). En 1975, le parti se reconstitue. Behice Boran, réélue à la présidence du parti, tente de le réorganiser, mais elle ne parvient pas à lui redonner le rôle qu'il a joué dans les années 1960.
Aux élections de 1977, la liste du TIP n’obtient qu’un dixième des voix acquises en 1965 (0,1 % des suffrages). Il faut dire aussi que le TIP subit la concurrence du CHP de Bülent Ecevit qui tente de monopoliser l’héritage du TIP, ainsi que celle du TKP réorganisé qui mène une intense campagne d’entrisme, notamment au sein de la DISK.

#### Le massacre de Bahçelievler
Le soir du 8 octobre 1978, une opération est menée contre des étudiants du TIP par des éléments de contre-guérilla, formés de Loups Gris et dirigés par Abdullah Çatlı et Haluk Kırcı. Cinq dirigeants étudiants sont kidnappés dans leur appartement dans le quartier de Bahçelievler à Ankara, alors qu'ils regardent la télévision. Ils sont attachés les mains dans le dos, face contre terre, endormis à l'éther, puis assassinés de différentes façons. Deux autres étudiants du TIP, venus par hasard rendre visite aux précédents, sont enlevés et exécutés par balles dans un champ à quelques kilomètres de là.

### Lecoup d'État de 1980
Lors du coup d'État militaire du 12 septembre, le parti est à nouveau interdit. comme tous les autres partis politiques.

## Le TIP et la cause kurde
Le Parti des travailleurs de Turquie est le premier parti de Turquie, représenté au parlement, à avoir officiellement reconnu l'existence du peuple kurde et d'une question kurde en Turquie,.

### Première période
À Diyarbakir, les militants et intellectuels regardent avec intérêt le développement du nouveau parti. En mars 1963, un tout petit groupes d'intellectuels et d'ouvriers fonde de leur propre chef la section départementale du TIP de Diyarbakir. Le président du parti, Mehmet Ali Aybar, se félicite de voir son parti s'implanter ainsi à « l'Est du pays », mais il n'est pas encore question de références à la question kurde, que le programme du parti ne mentionne d'ailleurs pas. Pourtant, Aybar se rend compte des attentes des Kurdes à l'endroit du TIP, et il comprend que s'il n'y répond pas, il perdra cet important potentiel de développement électoral. En mai 1963, le Comité central réuni à Gaziantep publie un communiqué dans lequel, pour la première fois, il déclare qu'il existe un problème ethnique kurde en parallèle aux problèmes économiques de la région, et que de l'admettre n'est en rien du « séparatisme ». La campagne des élections locales de novembre 1963 se déroule avec enthousiasme à Diyarbakir : le parti, implanté depuis quelques mois devient la troisième force politique. En février 1964, le « premier grand Congrès » du TIP se tient à Izmir. Cette fois, la question kurde et l'existence du peuple kurde sont abordées ouvertement au cours des débats.
Désormais, des sections du TIP vont se créer dans la plupart des villes du Kurdistan de Turquie. Beaucoup de petits commerçants et artisans y rejoignent les étudiants. Ces sections sont systématiquement victimes de violentes agressions, souvent fomentées par la police politique ou par les Associations de lutte contre le communisme, qui sont implantées dans toutes les régions du pays.

#### LesDoğu mitingleri
À partir d’août 1967, des membres locaux du TIP, comme Mehdi Zana à Silvan ou Kemal Burkay à Dersîm, aidés parfois de membres du Parti Démocratique du Kurdistan de Turquie fondé en 1965 par Faik Bucak et Saït Elçi , organisent une série de meeting pro-kurdes à Silvan, Diyarbakır, Siverek, Batman, Tunceli, Ağrı et finalement Ankara. Ce sont les « Meetings de l’Est », Doğu mitingleri, qui réuniront jusqu’à 25 000 personnes). Ces succès s’expliquent aussi par l’indifférence manifeste du gouvernement face aux conséquences du tremblement de terre de Varto en août 1966.
Le quatrième Congrès, tenu en novembre 1970, adopte une résolution qui admet l'existence du peuple kurde, qui déclare que la situation particulière des régions kurdes est due à une politique délibérée de l'État turc, et qu'il est faux de la réduire à un simple problème de développement économique. De plus, le Congrès demande au parti de « soutenir la lutte du peuple kurde pour l'exercice de ses droits constitutionnels de citoyen et pour la réalisation de toutes ses aspirations et revendications démocratiques ».

### Le départ des Kurdes
En mai 1969, le parti connaît pourtant une importante scission. En effet, jusque là, beaucoup d'étudiants et d'intellectuels kurdes pensaient avoir trouvé dans le TIP et dans la FKF le moyen d'exprimer leurs revendications. Or, en mai 1969, à l'initiative notamment de Musa Anter, la plupart d'entre eux quittent ces organisations pour fonder leur propre association, les Foyers culturels révolutionnaires de l'Est (DDKO, Devrimci Doğu Kültür Ocakları). La naissance de cette association culturelle va jouer un grand rôle. Non seulement elle relance le mouvement national kurde en Turquie mais, surtout, elle marque le début de la séparation entre les intellectuels de la gauche nationaliste kurde et les partis de la gauche turque.

### Deuxième période
En revanche, lors du congrès de refondation de 1975, certains cadres prétendent que la cause réelle de l'interdiction du parti en 1971 avait été due à ses prises de positions en faveur du peuple kurde, même si cette affirmation est contestée par certaines sources. Pour cette raison, le parti modifie ses positions et sa phraséologie concernant le problème kurde. Il adopte les périphrases officielles des « problèmes spécifiques du Sud et du Sud-Est », qui doivent être résolus selon les « méthodes du socialisme scientifique ». La nouvelle présidente, Behice Boran, insiste sur la nécessité de « subordonner tout mouvement ou courant, qui, pris isolément, peut paraître progressiste, démocratique et légitime, aux impératifs de la lutte pour le socialisme que mènent la classe ouvrière et les masses laborieuses qui lui sont alliées ». En conséquence de cette attitude, les militants kurdes qui avaient réintégré le TIP le quittent massivement.

## Postérité
Mihri Belli fonde en 1974 un Parti du travail de Turquie (TEP, Türkiye Emekçi Partisi), de tendance maoïste, tout en restant dans la légalité. Sur la question kurde, Mihri Belli se repositionne en reprenant l'attitude de la grande majorité de la gauche et de l'extrême gauche turque, en répétant « il faut faire la révolution avec les Kurdes, et puis après nous leur accorderons des droits culturels. Telle est la juste solution marxiste du problème ».
En 1987, le Parti des travailleurs de Turquie fusionne avec le Parti communiste de Turquie pour former un Parti communiste de Turquie uni (Türkiye Birleşik Komünist Partisi, TBKP). Ce parti sera par la suite interdit. Une partie de ses cadres s'engageront soit dans le Parti communiste de Turquie, reformé, soit dans le Parti de la liberté et de la solidarité (ÖDP).
Le TIP restera le premier parti socialiste à avoir eu des députés à l'assemblée nationale turque.

### LaDISK
Les années 1960 voient une avancée importante en matière de droit du travail à la suite d’importantes mobilisations en 1961-1962. Le 24 juillet 1963 une loi sur les syndicats, soumise par Bülent Ecevit alors ministre du travail, autorise le droit de grève promis par la Constitution de 1961. Le 13 février 1967, des syndicalistes sympathisants du TIP quitte la centrale syndicale officielle et pro-gouvernementale Türk-İş (Türkiye İşçi Sendikaları Konfederasyonu, Confédération des syndicats ouvriers de Turquie) pour créer la DISK (Türkiye Devrimci İşçi Sendikaları Konfederasyonu, Confédération des syndicats ouvriers révolutionnaires). Le nouveau syndicat concurrence très vite la Türk-İş, jusqu’alors hégémonique. En quelques années, la DISK revendique jusqu’à 600 000 adhérents (contre plus d’un million pour Türk-İş).
Cette organisation survivra à la disparition du parti. La DISK compte actuellement 112 534 membres (chiffres de 2015).

## Un rôle culturel et intellectuel historique
C'est surtout dans le domaine culturel que le TIP reste dans l'histoire de la Turquie moderne, où il a joué un rôle qui a dépassé de loin sa propre existence et le domaine purement politique.
En février 1963, le sénateur indépendant Niyazi Ağırnaslı adhère au TIP. De fait, deux ans avant les élections de 1965, le nouveau parti fait déjà son entrée à l’Assemblée nationale. Or il se trouve que la nouvelle constitution de 1961 reconnaît aux partis représentés à l'Assemblée nationale le droit de saisir la Cour constitutionnelle sur le caractère anticonstitutionnel des lois en vigueur. Par la voix de son sénateur, le TIP demande l'abrogation d'une soixantaine de lois. Par huit voix contre sept, la Cour rejette la demande d'abrogation des articles 141 et 142 de la Constitution, promulgués en 1961. Ces deux articles interdisent « les associations ayant pour but de propager l'anarchisme, le communisme, la dictature, le racisme, et de détruire ou d'affaiblir le sentiment national » (art. 141), ou d'en faire la propagande (art. 142),.
En revanche, le jugement de la Cour va stipuler que : « Étudier, enseigner, expliquer, publier et faire des recherches sur l'anarchisme et le communisme ne tombe pas sous le coup des peines prévues par les deux articles de loi cités ». Cette décision, en apparence anodine, va avoir un effet déterminant. Immédiatement, les traducteurs, éditeurs et imprimeurs vont se mettre au travail à un rythme jusqu'alors inconnu en Turquie. Les « classiques du marxisme », mais aussi d'autres auteurs comme les grands romans de la littérature mondiale, jusque là connus uniquement de quelques rares intellectuels maîtrisant des langues étrangères, sont désormais traduits et publiés en turc. Notamment Marx, Engels, Lénine, Hegel, Staline, Mao, Castro, Ho Chi Minh, Nkrumah, Fanon, Guevara, Rosa Luxemburg, August Bebel, Brecht, Nazim Hikmet, Gorki, Cholokhov, Maïakovski, et Giap deviennent accessibles aux abords de tous les campus de Turquie. Les étudiants et les intellectuels, qui n'avaient jusqu'alors comme nourriture spirituelle que quelques romans du XIXe siècle, se jettent sur cette littérature, dont les ouvrages connaîtront de nombreuses rééditions.